# الشباسية
الشباسيّة، قرية تابعة للوحدة المحلية لقرية شابة، التابعة لمركز دسوق التابع لمحافظة كفر الشيخ في جمهورية مصر العربية.

## توابع القرية
لها 3 توابع من عزب وكفور ونجوع:
- تفتيش شابة
- يوسف الشرنوبي
- عون

## السكان
حسب إحصاءات عام 2006، بلغ عدد سكان الشباسية 5,348 نسمة، منهم 2,652 ذكر و2,696 أنثى.